# Serravalle Scrivia
Serravalle Scrivia és un municipi situat al territori de la província d'Alessandria, a la regió del Piemont, (Itàlia).
Pertanyen al municipi les frazioni de Ca' del Sole, Crenna Inferiore, Crenna Superiore, Lastrico, Libarna i Zerbe.
Serravalle Scrivia limita amb els municipis d'Arquata Scrivia, Cassano Spinola, Gavi, Novi Ligure, Stazzano i Vignole Borbera.

## Galeria

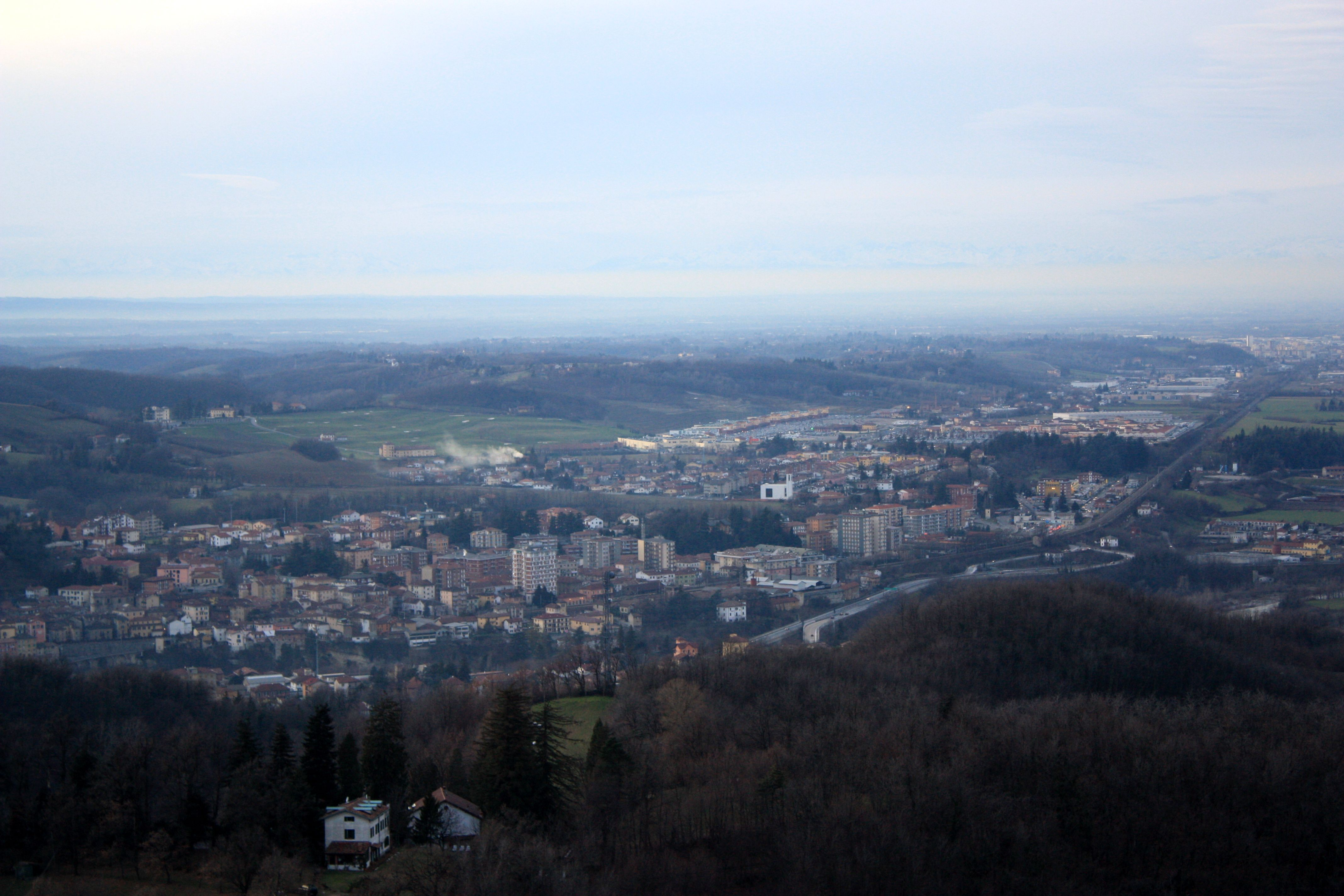
Vista del poble
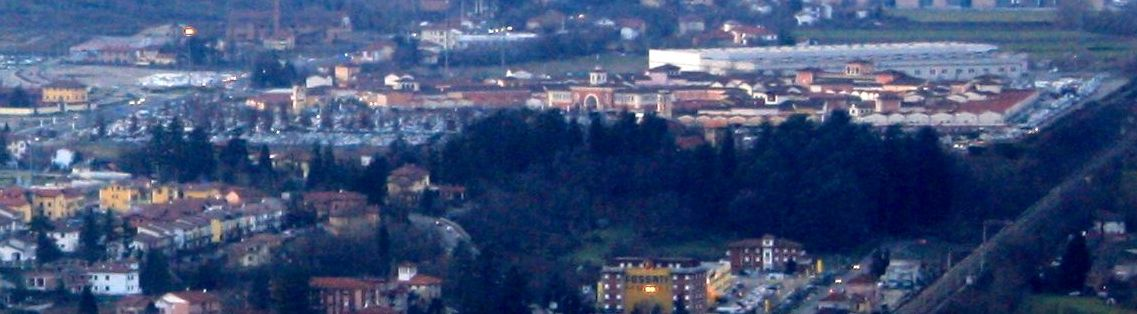
Vista panoràmica